# Habronattus agilis
Habronattus agilis là một loài nhện trong họ Salticidae.
Loài này thuộc chi Habronattus. Habronattus agilis được Richard C. Banks miêu tả năm 1893.